# 194
194（一百九十四）是193與195之間的自然數。

## 數學性質
- 合數，正因數有1、2、97和194。
質因數分解為{\displaystyle 2\times 97}。
- 虧數，真因數和為100，虧度為94。
- 不尋常數，大於平方根的質因數為97。
- 第62個半質數。前一個為187、下一個為201。
- 無平方數因數的數。
- 第92個十进制的等數位數。前一個為193、下一個為197。